# シルヴァー (ミサイル発射機)

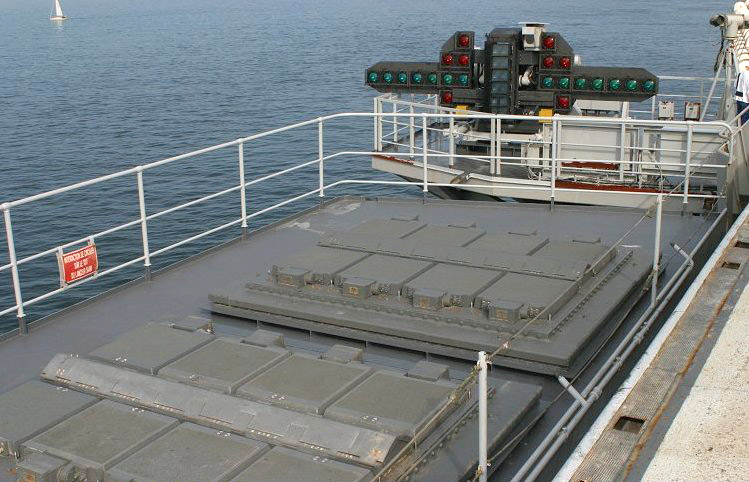
シルヴァー A43型

Sylver（仏: SYstème de Lancement VERtical）は、フランスのナバル・グループ社が開発したミサイル垂直発射システム。

## 概要
シルヴァー VLSは、PAAMS武器システムのミサイル装備の中心となるものとして開発された。当初はアスター艦対空ミサイルの運用のみを行っていたが、のちに、本機に対応して、より小型の個艦防空ミサイルや、長射程の巡航ミサイルも開発された。
シルヴァー VLSは、アメリカ合衆国のMk.41と同様のホット・ローンチを採用しており、8セルが1モジュールを構成する。Mk.41と同様、ミサイルコンテナの高さに応じてA35, A43, A50, A70の4つのタイプが開発されている。これらは、それぞれの名称がコンテナの高さを表しており、例えばA43型の全高は4.3メートルである。これらはそれぞれ、下記のようなミサイルを運用できる。
| A35 | MICA VL | VT1 | －         | －         | －          |
| A43 | MICA VL | VT1 | アスター15 | －         | －          |
| A50 | MICA VL | VT1 | アスター15 | アスター30 | －          |
| A70 | －      | －  | アスター15 | アスター30 | SCALP Naval |

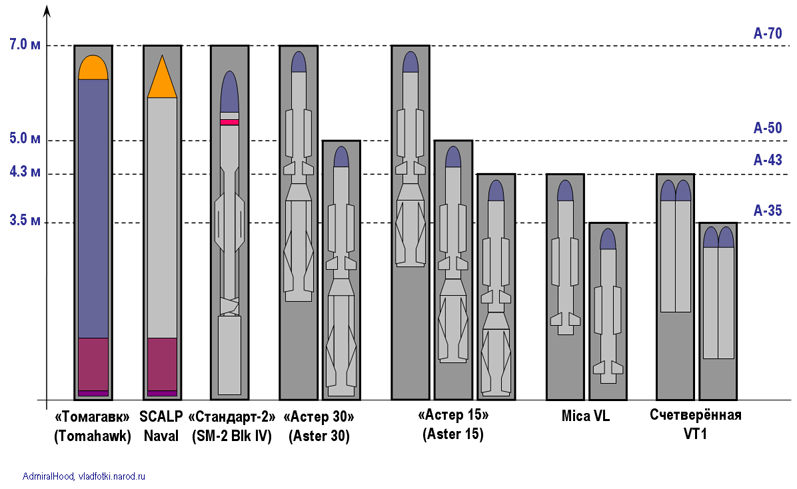
シルヴァーVLSの規格と、搭載可能なミサイルの図式（ロシア語）

このうち、小型・短射程のVT1は、アメリカのESSMのように、4連装のキャニスターを介して搭載できるので、搭載弾数を増やすことができる。また、A70型では、アメリカ製のスタンダード SM-2ER艦隊防空ミサイルやトマホーク巡航ミサイルなどの運用も可能である。

## 搭載艦
イギリス海軍
- 45型駆逐艦
- 26型フリゲート

 イタリア海軍
- 軽空母「カヴール」
- アンドレア・ドーリア級駆逐艦
- カルロ・ベルガミーニ級フリゲート
- 強襲揚陸艦「トリエステ」

 カタール海軍
- アル・ズバラ級フリゲート - シルヴァーA50[2]

 サウジアラビア海軍
- アル・リヤド級フリゲート

 シンガポール海軍
- フォーミダブル級フリゲート - シルヴァーA50およびシルヴァーA43[3]

 フランス海軍
- 原子力空母「シャルル・ド・ゴール」
- フォルバン級駆逐艦
- アキテーヌ級駆逐艦